# Ai Weiwei: Never Sorry

Ai Weiwei: Never Sorry est un film documentaire américain réalisé par Alison Klayman en 2012.
Il a été présenté au Festival de Sundance 2012, où il a remporté le Prix spécial du jury pour un esprit de défi.

## Synopsis
Le film dépeint la vie de l'artiste et militant chinois Ai Weiwei.

## Fiche technique
- Titre : Ai Weiwei: Never Sorry
- Titre alternatif en chinois : 艾未未：道歉你妹 ; en taïwanais : 艾未未：草泥馬
- Réalisation : Alison Klayman
- Scénario : Alison Klayman
- Genre : film documentaire
- Langue : anglais
- Durée : 91 minutes
- Pays d'origine : États-Unis
- Dates de sortie :
  -  Festival de Sundance 2012 : 20 janvier 2012
  -  États-Unis : 26 avril 2012

## Distribution
- Ai Weiwei

## Accueil
Le film a reçu un accueil très positif. Il obtient une note de 96 % sur l’agrégateur de critiques Rotten Tomatoes, basé sur 75 critiques.